# امرسون لیک و پالمر (آلبوم)
«امرسون لیک و پالمر» (به انگلیسی: Emerson Lake & Palmer) آلبومی از امرسون، لیک اند پالمر است.